# Ambasadorowie Chin w Jemenie
Chińska Republika Ludowa posiada w Republice Jemeńskiej swojego przedstawiciela w randze ambasadora od 1958 roku.
| L.p. | Ambasador     | Okres pełnienia funkcji       |
| ---- | ------------- | ----------------------------- |
| 1.   | Chen Jiakang  | maj 1958 - 1963               |
| 2.   | Wang Ruojie   | maj 1964 - grudzień 1972      |
| 3.   | Zhang Canming | marzec 1973 - lipiec 1975     |
| 4.   | Zhao Jin      | wrzesień 1975 - grudzień 1979 |
| 5.   | Zhong Hanjiu  | kwiecień 1980 - czerwiec 1984 |
| 6.   | Li Chengren   | kwiecień 1985 - grudzień 1986 |
| 7.   | Zheng Dayong  | styczeń 1987 - czerwiec 1990  |
| 8.   | Lin Zhen      | czerwiec 1990 - luty 1992     |
| 9.   | Li Liugen     | marzec 1992 - maj 1995        |
| 10.  | Yu Xingzhi    | sierpień 1995 - maj 1997      |
| 11.  | Shi Yanchun   | lipiec 1997 - sierpień 1999   |
| 12.  | Zhou Guobin   | listopad 1999 - kwiecień 2002 |
| 13.  | Gao Yusheng   | lipiec 2002 - styczeń 2006    |
| 14.  | Luo Xiaoguang | od lutego 2006                |